# Ensalada campera

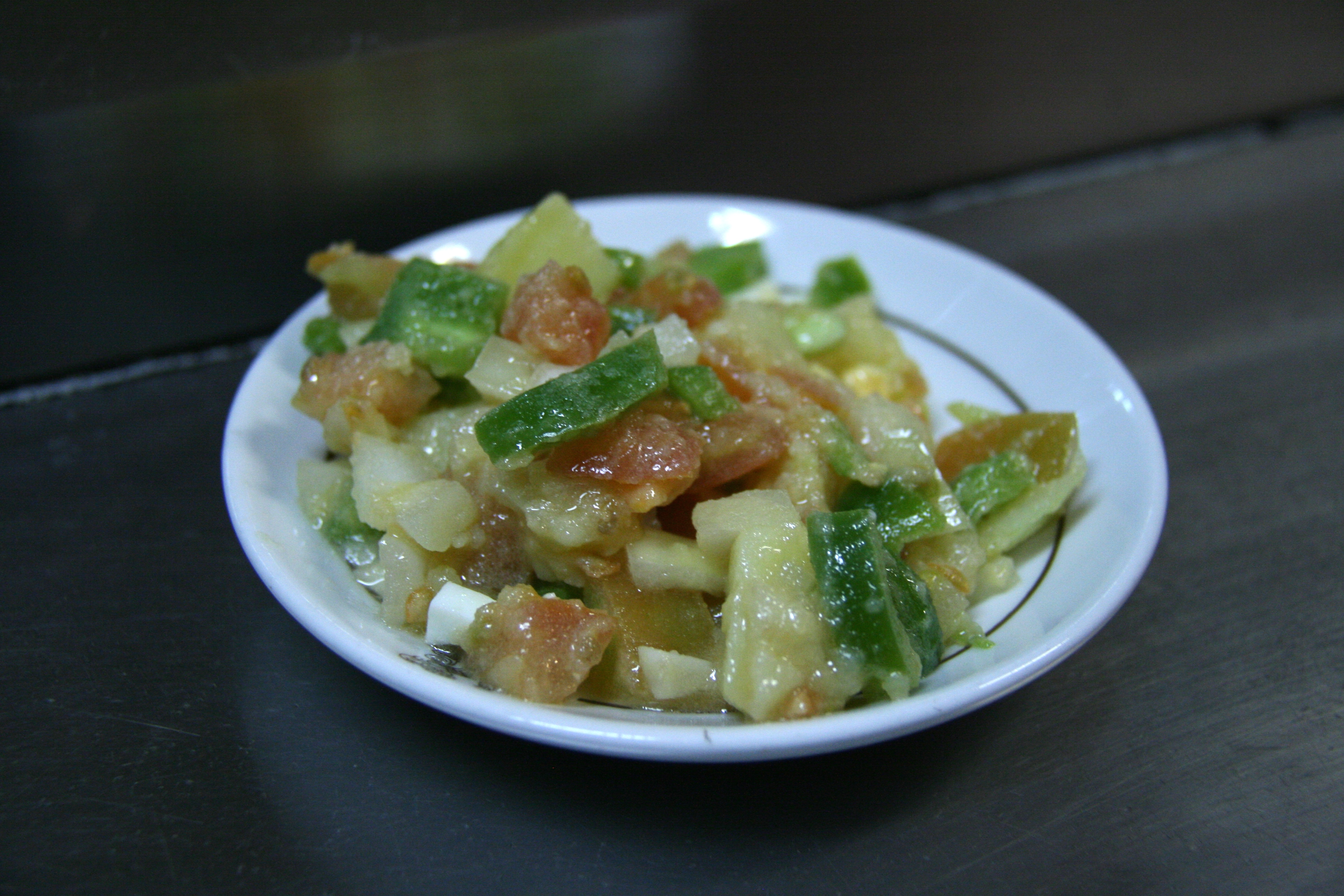
Unas patatas cocidas servidas con una vinagreta de verduras.

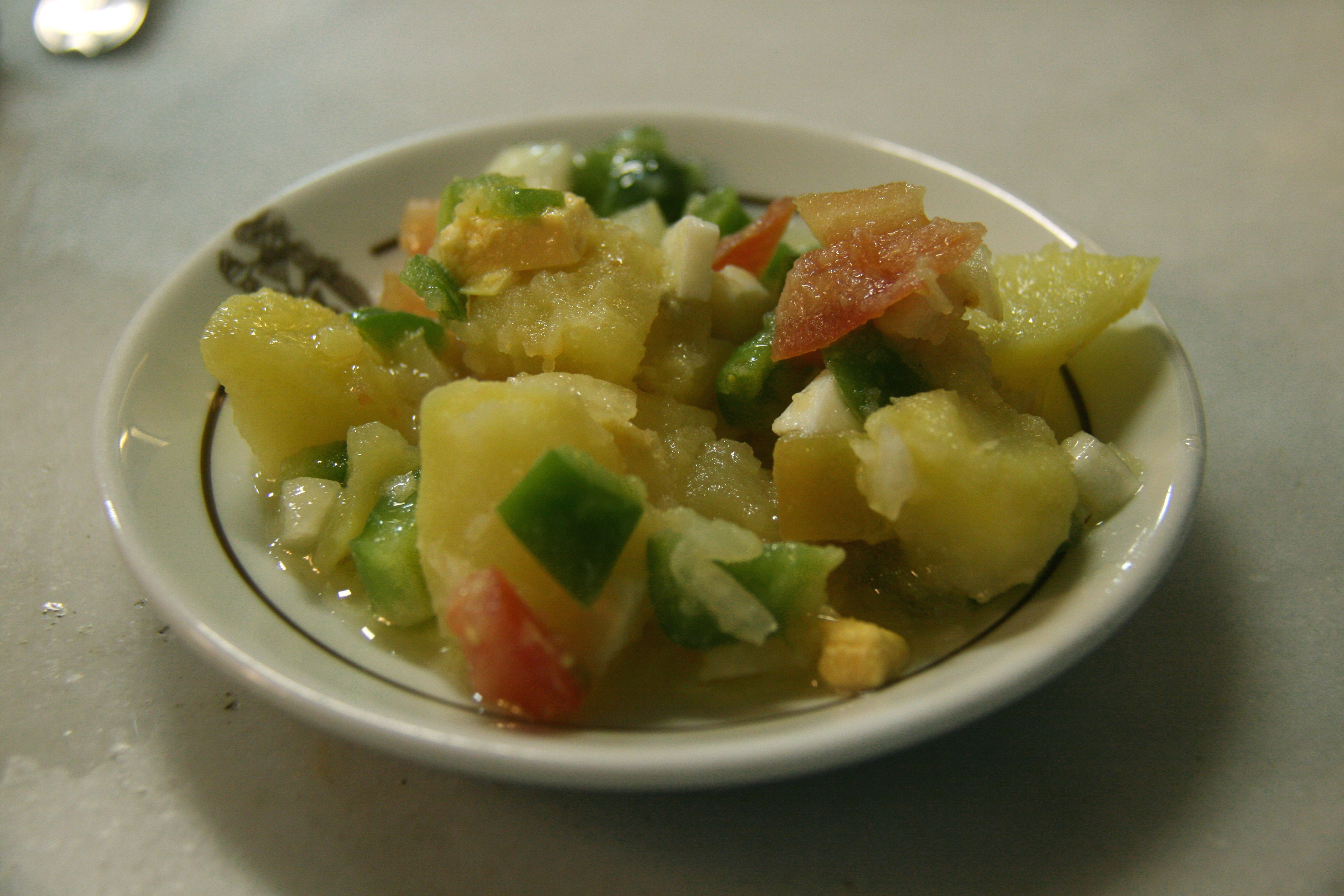
Ensalada campera

La ensalada campera, (también conocida como ensaladilla de verano) es una preparación culinaria típica de la cocina española que consiste en diversas hortalizas mezcladas con una vinagreta. El ingrediente principal de la ensalada es la patata cocida. Se suele servir fría en los meses calurosos de verano, forma parte generalmente de un primer plato o de una tapa. Suele ser decorada con huevo duro picado. 

## Concepto
La patata que se incluye en esta preparación se suele cocer con su piel, se corta en trozos de tamaño irregular o en láminas. Se elabora con hortailzas frescas finamente picadas, o con encurtidos diversos. Las hortalizas, diversas, suelen ser: tomates, pimientos (verdes y rojos) y cebolla. En algunos casos se pueden incluir migas de bonito e incluso aceitunas de mesa. Los tamaños de los trozos de patata suelen ser mayores que la verdura picada. En algunas regiones de España como en la provincia de Murcia se suele añadir tomate y se le denomina remojón (tomates y pimientos asados a las brasas, con aceite y picado de ajo).
La vinagreta, o el vinagre añadido, confieren a esta ensalada un sabor ácido característico. La ensalada se suele aliñar con aceite de oliva. Suele servirse fría, incluso recién conservada en el refrigerador. 

## Véase también

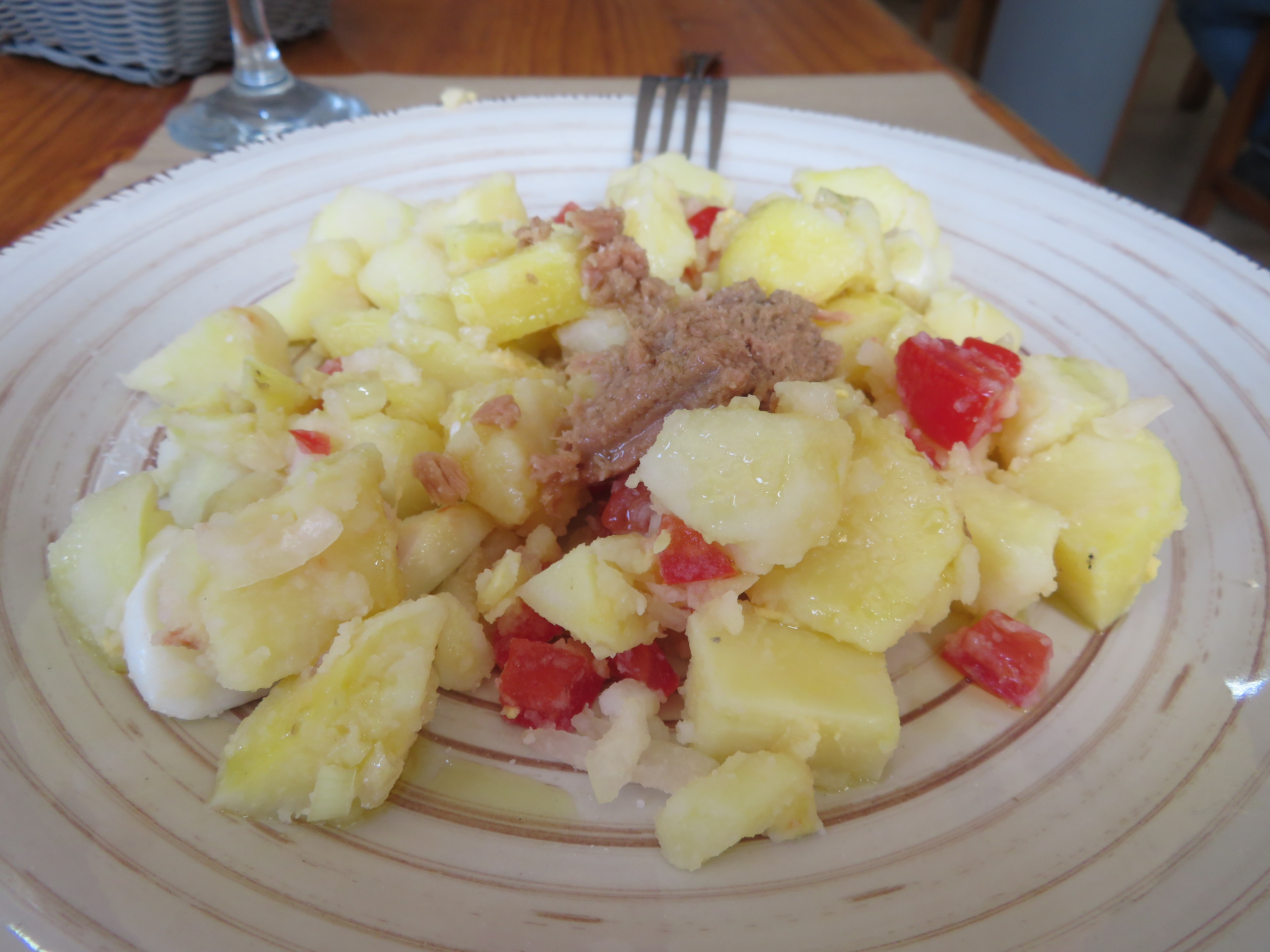
Ensalada de patatas (España).